# Ivars d'Urgell
Ivars d'Urgell és una vila i municipi de la comarca del Pla d'Urgell. Aquest municipi es troba a prop de l'Estany d'Ivars i Vila-Sana. La seva església parroquial està dedicada a sant Andreu.
El terme municipal d'Ivars d'Urgell és al sector nord est de la comarca, ja al límit amb l'Urgell, del qual se segregà per formar part de la nova comarca del Pla d'Urgell. És de forma apaïsada, amb una llenca estreta de terreny que s'infiltra entre l'enclavament del Tarròs (Tornabous) i el municipi de la Fuliola. Limita al nord amb el terme de Penelles (Noguera), la Fuliola i l'enclavament Tornabous, ambdós pertanyents a l'Urgell; a llevant amb els de Barbens i Bellpuig (Urgell); a migdia amb els de Castellnou de Seana i Vila-sana; i a ponent amb el de Linyola. El terreny d'aquest municipi és solcat per reguers, i la depressió més profunda i important és l'espai on hi ha l'estany d'Ivars.
Actualment, a la legislatura (2019-2023), l'alcalde Joan Carles Sánchez.

## Geografia
- Llista de topònims d'Ivars d'Urgell (Orografia: muntanyes, serres, collades, indrets..; hidrografia: rius, fonts...; edificis: cases, masies, esglésies, etc).

| Entitat de població | Habitants (2023) |
| Ivars d'Urgell      | 1.371            |
| Vallverd            | 209              |
| la Cendrosa         | 12               |
| Montalé             | 0                |
| Font: Idescat       |                  |

## Demografia
| 1497 f | 1515 f | 1553 f | 1717 | 1787 | 1857 | 1877 | 1887 | 1900 | 1910 |
| ------ | ------ | ------ | ---- | ---- | ---- | ---- | ---- | ---- | ---- |
| 17     | 20     | 17     | 68   | 282  | 910  | 810  | 897  | 928  | 969  |

| 1920  | 1930  | 1940  | 1950  | 1960  | 1970  | 1981  | 1990  | 1992  | 1994  |
| ----- | ----- | ----- | ----- | ----- | ----- | ----- | ----- | ----- | ----- |
| 1.770 | 1.812 | 1.905 | 2.034 | 2.048 | 2.038 | 1.793 | 1.764 | 1.746 | 1.746 |

| 1996  | 1998  | 2000  | 2002  | 2004  | 2006  | 2008  | 2010  | 2012  | 2014  |
| ----- | ----- | ----- | ----- | ----- | ----- | ----- | ----- | ----- | ----- |
| 1.715 | 1.699 | 1.764 | 1.799 | 1.806 | 1.858 | 1.747 | 1.716 | 1.647 | 1.607 |

| 2016  | 2018  | 2020  | 2022  | 2024  | 2026 | 2028 | 2030 | 2032 | 2034 |
| ----- | ----- | ----- | ----- | ----- | ---- | ---- | ---- | ---- | ---- |
| 1.578 | 1.557 | 1.537 | 1.560 | 1.590 | -    | -    | -    | -    | -    |